# Шарлота Фридерика фон Пфалц-Цвайбрюкен
Шарлота Фридерика фон Пфалц-Цвайбрюкен (на немски: Charlotte Friederike fon Pfalz-Zweibrücken; * 2 декември 1653; † 27 октомври 1712, Дьормоше) от род Вителсбахи, е пфалцграфиня от Пфалц-Цвайбрюкен и чрез женитба наследствена принцеса на Цвайбрюкен-Ландсберг и Пфалц-Цвайбрюкен.

## Произход и брак
Тя е най-малката дъщеря на пфалцграф и херцог Фридрих фон Пфалц-Цвайбрюкен († 1661) и графиня Анна Юлиана фон Насау-Саарбрюкен († 1667), дъщеря на граф Вилхелм Лудвиг фон Насау-Саарбрюкен.
Шарлота Фридерика се омъжва на 14 ноември 1672 г. в Майзенхайм за пфалцграф и наследствен принц Вилхелм Лудвиг фон Цвайбрюкен-Ландсберг (1648 – 1675), син на пфалцграф и херцог Фридрих Лудвиг фон Цвайбрюкен-Ландсберг (1619 – 1681) и първата му съпруга пфалцграфиня Юлиана Магдалена (1621 – 1672), дъщеря на пфалцграф Йохан II фон Пфалц-Цвайбрюкен († 1635).

## Деца
Шарлота Фридерика и Вилхелм Лудвиг имат децата, които умират като бебета:
- Карл Лудвиг (1673 – 1674)
- Вилхелм Христиан (1674 – 1674)
- Вилхелмина София (1675 – 1675)